# ژوائو تیشیرا
جائو تیشیرا (انگلیسی: João Teixeira؛ زادهٔ ۶ فوریهٔ ۱۹۹۴) بازیکن فوتبال اهل پرتغال است.
از باشگاه‌هایی که در آن بازی کرده‌است می‌توان به باشگاه فوتبال بنفیکا بی، باشگاه فوتبال بنفیکا، و باشگاه فوتبال ویتوریا گیماریش اشاره کرد.
وی همچنین در تیم‌های ملی فوتبال زیر ۱۶ سال پرتغال، زیر ۱۷ سال پرتغال، زیر ۱۸ سال پرتغال، زیر ۱۹ سال پرتغال، زیر ۲۰ سال پرتغال، و زیر ۲۱ سال پرتغال بازی کرده‌است.